# Pegasus Airlines
Pegasus Airlines (тур. Pegasus Hava Taşımacılığı A.Ş.) — турецкая бюджетная авиакомпания, базирующаяся в районе Халкалы (Кючюкчекмедже, Стамбул). Осуществляет регулярные и чартерные пассажирские авиаперевозки по Европе и Турции. Основная база — международный аэропорт имени Сабихи Гёкчен. Ранее была чартерным партнёром для ирландской авиакомпании Aer Lingus. Pegasus Airlines в период с 2012 по 2019 гг. принадлежали сорок девять процентов акций киргизской авиакомпании Air Manas. В сентябре 2019 года Pegasus продала свою долю в авиакомпании Air Manas ирландской Avia Trade Corp. LP

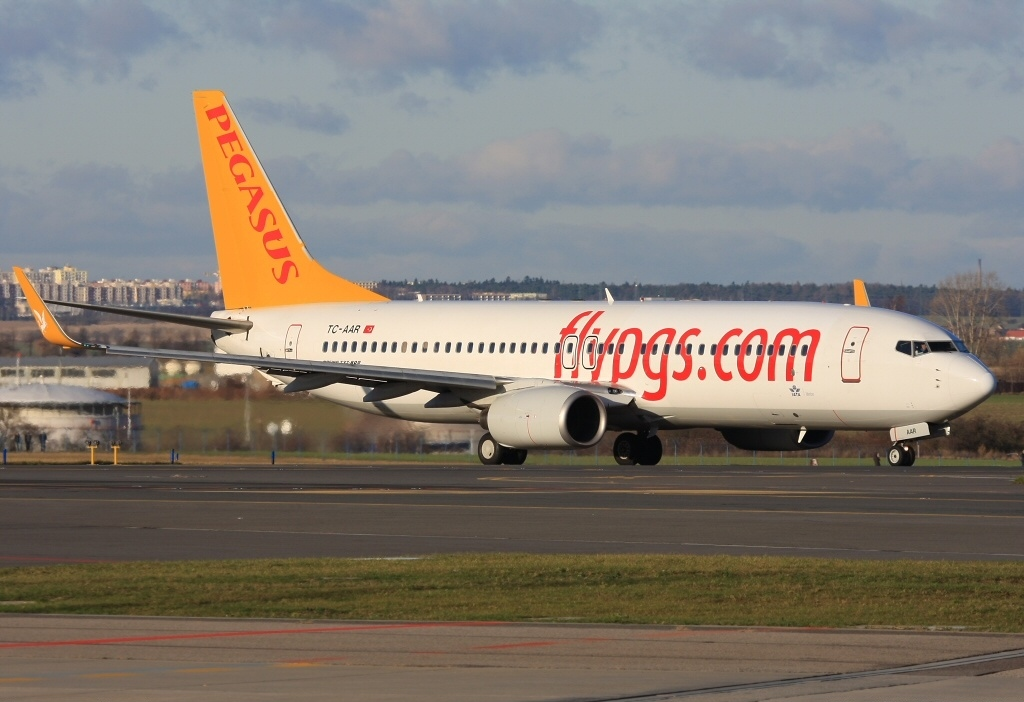
Boeing 737—800 авиакомпании Pegasus Airlines в аэропорту Праги.

## История

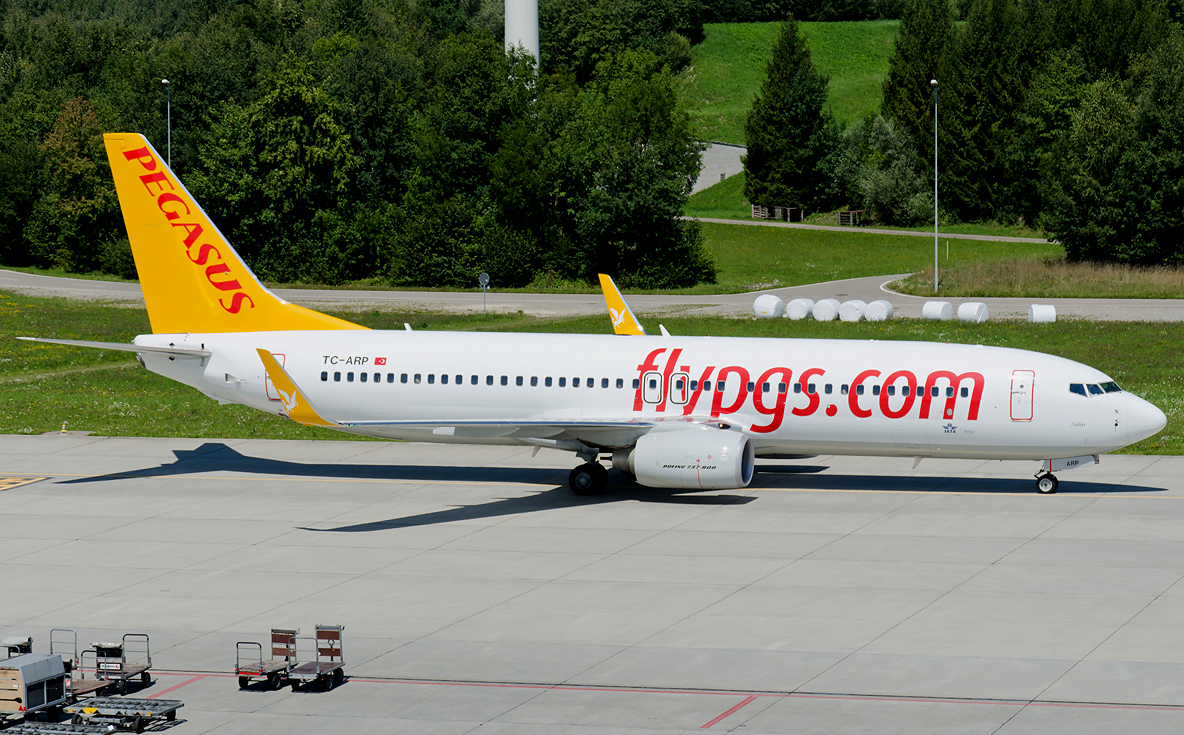
Boeing 737-800 авиакомпании Pegasus Airlines в аэропорту Цюриха.

1 декабря 1989 года два предприятия (Net и Silkar) начали партнёрство с Aer Lingus для создания туристической и чартерной авиакомпании, названной Pegasus Airlines. Полёты начались 15 апреля 1990 года на двух самолётах Boeing 737-400. Однако, тем же летом Ирак вторгся в Кувейт и семимесячная оккупация Кувейта серьёзно ударила по туристической индустрии Турции.
К 1992 году туристы стали возвращаться в страну, и Pegasus стал расти с пуском в эксплуатацию третьего Boeing 737—400. Позже авиакомпания взяла в лизинг два самолёта Airbus A320 для работы в летнее пиковое время.
После двух успешных лет Aer Lingus и Net продали в 1994 году свои доли стамбульскому банку Yapi Kreditbank; таким образом Pegasus стала полностью турецкой компанией.
4 сентября 1997 года Pegasus разместила заказ на один Boeing 737—400 и один Boeing 737—800, став таким образом первым турецким перевозчиком, заказавшим Boeing 737 Next Generation. Авиакомпания также заключила лизинговые соглашения на десять самолётов Boeing 737—800 с компанией International Lease Finance Corporation.
В январе 2005 года ESAS Holdings купила Pegasus Airlines и назначила её председателем Али Сабанджи. Спустя два месяца приобретённую авиакомпанию реорганизовали из чартерной в бюджетную. В ноябре 2005 года Pegasus разместила заказ на 12 новых Boeing 737—800.
B 2007 году Pegasus стала крупнейшим турецким негосударственным перевозчиком по числу пассажиров. В 2008 году она перевезла 4,4 миллиона пассажиров.
В 2012 году авиакомпания приобрела  сорок девять процентов акций киргизской авиакомпании  Air Manas. 22 марта 2013 года Air Manas выполнила свой первый рейс под торговой маркой Pegasus Asia. В 2015 году авиакомпания стала самостоятельным брендом. 12 сентября 2019 года совет директоров Pegasus Airlines принял решение о продаже своей 49-ти %-ой доли в частном киргизском перевозчике Air Manas. В тот же день Pegasus заключила соглашение с ирландской компанией Avia Trade Corp. LP, которая теперь и является соучредителем авиакомпании Air Manas.

### Деятельность в России
Авиакомпания осуществляет регулярные рейсы в Москву (аэропорт «Внуково»), Санкт-Петербург, Казань, Грозный, Минеральные Воды, Краснодар, а также чартерные в Новосибирск.
После ухудшения Российско-турецких отношений в 2015 году, связанных с сбитым ВВС Турции российским Су-24 в Сирии, авиакомпания с 1 января 2016 года приостановила полёты в Россию. С 15 января 2016 года авиакомпания возобновила регулярные рейсы в Россию.

## Флот
По состоянию на февраль 2024 года флот Pegasus состоит из 99 самолетов, средний возраст которых 4,7 лет:

## Пассажирский салон
Pegasus Airlines использует одноклассовую компоновку на всех своих самолётах. Горячее питание подаётся за отдельную плату.

## Обучение и обслуживание
В отличие от большинства бюджетных авиакомпаний, Pegasus имеет свой собственный тренажёрный центр для пилотов и сервисную компанию «Pegasus Technic». Оба центра лицензированы для подготовки наземного и лётного состава.

## Код-шеринговыесоглашения
- Azerbaijan Airlines
- IZair
- KLM (SkyTeam)

## Происшествия
14 января 2018 года самолёт авиакомпании произвёл неудачную посадку в Трабзоне. В результате лайнер выкатился за пределы взлётно-посадочной полосы и оказался в 10 метрах от Чёрного моря. На борту самолёта находились 164 человека, которых в срочном порядке эвакуировали. Жертв нет.
7 января 2020 года Boeing 737-800 с бортовым номером TC-CCK во время приземления в аэропорту Стамбула имени Сабихи Гекчен выкатился с полосы на рыхлый грунт и застрял. Пассажиров эвакуировали с помощью аварийных надувных трапов. В Pegasus Airlines заявили, что в результате происшествия никто не пострадал. Борт выполнял рейс PC 747 Шарджа—Стамбул.
5 февраля 2020 года самолёт Boeing 737-800 TC-IZK авиакомпании произвёл неудачную посадку в Стамбуле. В результате лайнер выкатился за пределы взлётно-посадочной полосы на 200 метров и оказался в овраге. Воздушное судно переломилось в трёх местах. На борту самолета находились 183 человека, из них 177 пассажиров и 6 членов экипажа. Пассажиры эвакуированы. 3 человека погибли, 157 пострадали.